# Hiroshi Naito
Hiroshi Naito (内藤 廣 Naitō Hiroshi?) (Kanagawa, Japón; 26 de agosto de 1950) es un arquitecto japonés, conocido por sus edificios de estilo moderno. Su obra incluye proyectos en otros países. Es el arquitecto principal de Hiroshi Naito Architect & Associates en Tokio. Es profesor emérito de la Universidad de Tokio y presidente de la Universidad de Artes de Tama.

## Biografía
Naito nació en 1950 en Kanagawa, Japón. Se graduó en 1974 del Departamento de Arquitectura, Facultad de Ciencias e Ingeniería, Universidad de Waseda. En 1976 obtuvo una maestría en ingeniería de la Escuela de Posgrado de Ciencias e Ingeniería de la Universidad de Waseda. Fue arquitecto jefe en Fernand Higueras en Madrid, España de 1976 a 1978, y trabajó en Kikutake Architects en Tokio de 1979 a 1981. Naito fundó Naito Architect & Associates en 1981. Fue profesor asociado, Escuela Superior de Ingeniería, Universidad de Tokio de 2001 a 2002. Fue profesor de ingeniería civil en la Escuela Superior de Ingeniería de Tokio de 2002 a 2011. Fue vicepresidente de la Universidad de Tokio de 2010 a 2011. Es nombrado profesor emérito de la Universidad de Tokio en 2011. En el 2022 fue presidente del Instituto Japonés de promoción del diseño. En 2023 fue designado presidente de la Universidad de Arte de Tama.
Naito diseñó una «enfriador para perros» de la raza Spitz.

## Obras
- Museo Folclórico del Mar de Toba, Toba, Mie , 1992
- Museo de Arte Chihiro, Azumino, Nagano, 1993 y 1993-1997
- Museo de Arte Autopolois, Hita, Oita, 1993
- Museo de la Pesca, Shima, Japón, 1994
- Wohn- und Atelierhaus, 1995 y 1997
- Muelle de pescadores de Ushibuka, Amakusa, Kumamoto, 1997
- Edificio principal y edificio de exposiciones del Jardín Botánico Makino, 1999
- Centro de visitantes del Parque Municipal de Koga, Koga, Ibaraki, 1999
- Museo Botánico, 2000
- Estación Bashamichi, Yokohama, Kanagawa, 2004
- Centro de Artes de Shimane, Masuda, Shimane , 2005
- Parque biblioteca Belén, Medellín, Colombia, 2008
- Estación Hyūgashi, Hyūga, Miyazaki, 2008
- Estación Kōchi, Kōchi, Kōchi, 2009
- Estación de Asahikawa, Asahikawa, Hokkaido, 2011

## Premios
- Premio de fomento al arte del ministro de educación premio al artista nuevo, 1993[2]
- Premio del instituto de arquitectura de Japón, 1993[2]
- Premio de arte Mainichi, 2001[2]
- Premio al fomento de las artes del ministerio de educación, cultura, deportes, ciencia y tecnología, 2020[2]